# Autographa percontationis
Autographa percontationis är en fjärilsart som beskrevs av Treitschke 1826. Autographa percontationis ingår i släktet Autographa och familjen nattflyn. Inga underarter finns listade i Catalogue of Life.